# Bård Hoksrud
Bård André Hoksrud, född 26 mars 1973 i Porsgrunn, är en norsk politiker inom Fremskrittspartiet. Han har varit stortingsledamot för Telemark sedan 2005 och var minister för jordbruk och livsmedel i Regeringen Solberg från augusti 2018 till januari 2019. 
I Stortinget satt han under de två första perioderna i Stortingets transport- och kommunikationskommitté. Från 16 oktober 2013 till 5 juni 2015 var han statssekreterare för trafikminister Ketil Solvik-Olsen i Regeringen Solberg. Efter att han återvändet till Stortinget 2015 blev han ledamot i Stortingets hälso- och vårdkommitté. 
Hoksrud har tidigare valts till kommunfullmäktige i Bamble 1992–2011, ledamot i Telemarks fylkesting och ordförande för Fremskrittspartiets Ungdom 1999–2002.